# 6 км (зупинний пункт, Краснолиманська дирекція Донецької залізниці)
6 кіломе́тр — пасажирська зупинна залізнична платформа Лиманської дирекції Донецької залізниці (до грудня 2014 р. Ясинуватська дирекція) на лінії Цукуриха — Курахівка.
Розташована в м. Гірник, Покровський район, Донецької області між станціями Цукуриха (5 км) та Курахівка (3 км). Зупинний пункт обслуговує шахту «Курахівську». По станції нині здійснюються виключно промислові перевезення.